# Cytisus blockianus
Cytisus blockianus är en ärtväxtart som beskrevs av Pawl.. Cytisus blockianus ingår i släktet kvastginster, och familjen ärtväxter. Inga underarter finns listade i Catalogue of Life.